# Marama Vahirua
Marama Vahirua (* 12. Mai 1980 in Papeete auf Tahiti, Französisch-Polynesien) ist ein französisch-tahitischer Fußballspieler und ehemaliger Technischer Leiter des tahitischen Fußballverbands. Seit Juni 2023 ist er Co-Trainer vom französischen Zweitligisten Grenoble Foot.

## Vereinskarriere

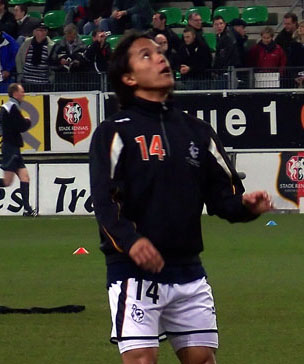
Marama Vahirua für FC Lorient (2008)

Der Stürmer stammt aus einer sehr fußballaffinen Familie: sein Vater Bernard trainierte 2007 den Ozeanien-Cup-Teilnehmer Temanava von der Insel Moorea, und seinen Cousin Pascal Vahirua zog es – wie Marama – schon als Jugendlichen um der sportlichen Ausbildung willen von Tahiti nach Frankreich. Einer seiner Onkel ist der ehemalige französisch-polynesische Fußballspieler und Trainer Erroll Bennett, dessen Söhne Naea Bennett und Steven Bennett ebenfalls als Spieler aktiv sind.
Anders als Pascal zog es Marama Vahirus aber in das Ausbildungszentrum des FC Nantes. Im April 1999 setzten ihn die Canaris – so die geläufige Bezeichnung der in Gelb gekleideten Westfranzosen – erstmals in einem Ligaspiel ein. Schon früh wurde er auch in die damals noch von Raymond Domenech trainierte französische U-21-Nationalelf (Espoirs) berufen. Bei Nantes blieb er bis 2004; er erzielte dort in 111 Ligue-1-Spielen 28 sowie in 13 Begegnungen in UEFA-Pokal bzw. der Champions League drei Treffer. Dabei war er eher der Typ des „mitspielenden“ Stürmers, der häufig als Vorlagengeber denn als Torjäger fungierte. Zwei seiner Tore waren für den FC Nantes sogar ganz entscheidend: am 13. Mai 2000 erzielte er den Siegtreffer gegen Le Havre, der den Canaris ein Relegationsspiel gegen den Abstieg ersparte. Und am 12. Mai 2001 gelang ihm das einzige Tor in der Begegnung gegen die AS Saint-Étienne, das seiner Elf den Gewinn des Meistertitels sicherte, der bisher sein persönlich einziger war.
2004 wechselte er zu OGC Nizza; seine ersten beiden Jahre an der Côte d’Azur verliefen für Mahama Vahirua, den Trainer Frédéric Antonetti zum Spielmacher mit der Nummer 10 umgeschult hatte, durchaus erfolgreich: ihm gelangen in 67 Erstligaspielen 15 Tore. 2006/07 hingegen war eher ein schwaches, durch Formschwankungen und Probleme zwischen Spieler und Trainer gekennzeichnetes Jahr. Dennoch schoss er erneut zu Saisonende ein entscheidendes Tor, diesmal gegen Paris Saint-Germain, das Nizza endgültig aller Abstiegssorgen entledigte.
Im Sommer 2007 folgte Mahama Vahirua dem Ruf des bretonischen FC Lorient, dessen Trainer Christian Gourcuff als einziger Erstligacoach immer noch das „jeu à la Nantaise“, also das jahrzehntelang erfolgreiche Offensivkonzept des FC Nantes, praktiziert. Offensichtlich fühlt Vahirua sich dort fußballerisch und menschlich wieder wohler als zuletzt in Nizza, hatte nach nur vier Spieltagen der Saison 2007/08 bereits vier Treffer – zwei „Doppelpacks“ bei PSG und zuhause gegen Titelverteidiger Lyon – auf seinem Konto. Im März 2008 erlitt er einen Achillessehnenabriss, der ihn sieben Monate außer Gefecht setzte (erster Ligakurzeinsatz danach: das Lokalderby am 21. Oktober gegen die Canaris). Beim FC Lorient entwickelte er sich zu einem der effektivsten Vorlagengeber der Liga. Am letzten Spieltag der Saison 2009/10 wurde Vahirua, der in seiner gesamten Profikarriere erst zweimal verwarnt worden war, zum ersten Mal vom Platz gestellt – berechtigterweise, wie er anschließend selbst einräumte –, und zwar in der Nachspielzeit seiner letzten Begegnung im Dress der Merlus.
Ab Juli 2010 gehörte er zum Aufgebot der AS Nancy, die ihn im August 2011 auf eigenen Wunsch an den Zweitligisten AS Monaco auslieh, ehe er ein Jahr darauf nach Griechenland wechselte. Ein Jahr später entschied er sich, seine Profikarriere zu beenden, danach spielte er in Tahiti beim AS Pirae, AS Temanava und AS Dragon, ehe er im Jahr 2020 seine Karriere beendete.

## Nationalmannschaft
Im September 2012 wurde er erstmals in die tahitische Nationalmannschaft berufen, kam seinerzeit allerdings nicht zum Einsatz. Anfang Mai 2013 berief ihn Eddy Etaeta in den Kader der tahitischen Nationalmannschaft für den FIFA-Konföderationen-Pokal 2013; beim Auftaktspiel der Toa Aito – als „Eiserne Krieger“ werden die Nationalspieler in ihrer Heimat bezeichnet – gegen Nigeria (Endstand 1:6) gehörte Vahirua zur Startformation und gab die Vorlage zum Ehrentreffer seiner Elf. Vahirua stand ebenfalls im Kader der Beachsoccer-Nationalmannschaft von Französisch-Polynesien.

## Funktionär und Trainer
Zwischen 2013 und 2014 war Vahirua Technischer Leiter des tahitischen Fußballverbands.
Im Juli 2018 wurde Vahirua Präsident des tahitianischen Vereins AS Dragon, in dem er in der Vergangenheit gespielt hatte.
2020 wurde Vahirua Angriffstrainer des Ausbildungszentrums und Assistent der U19 von OGC Nizza, gemeinsam mit seinem ehemaligen Mitspieler bei FC Nantes, Emerse Faé.
Seit Juni 2023 ist unter Vincent Hognon Co-Trainer bei Grenoble Foot.

## Erfolge
- Französischer Meister: 2001
- Ligapokalfinalist: 2006
- Ozeaniens Fußballer des Jahres: 2005